# Calulu

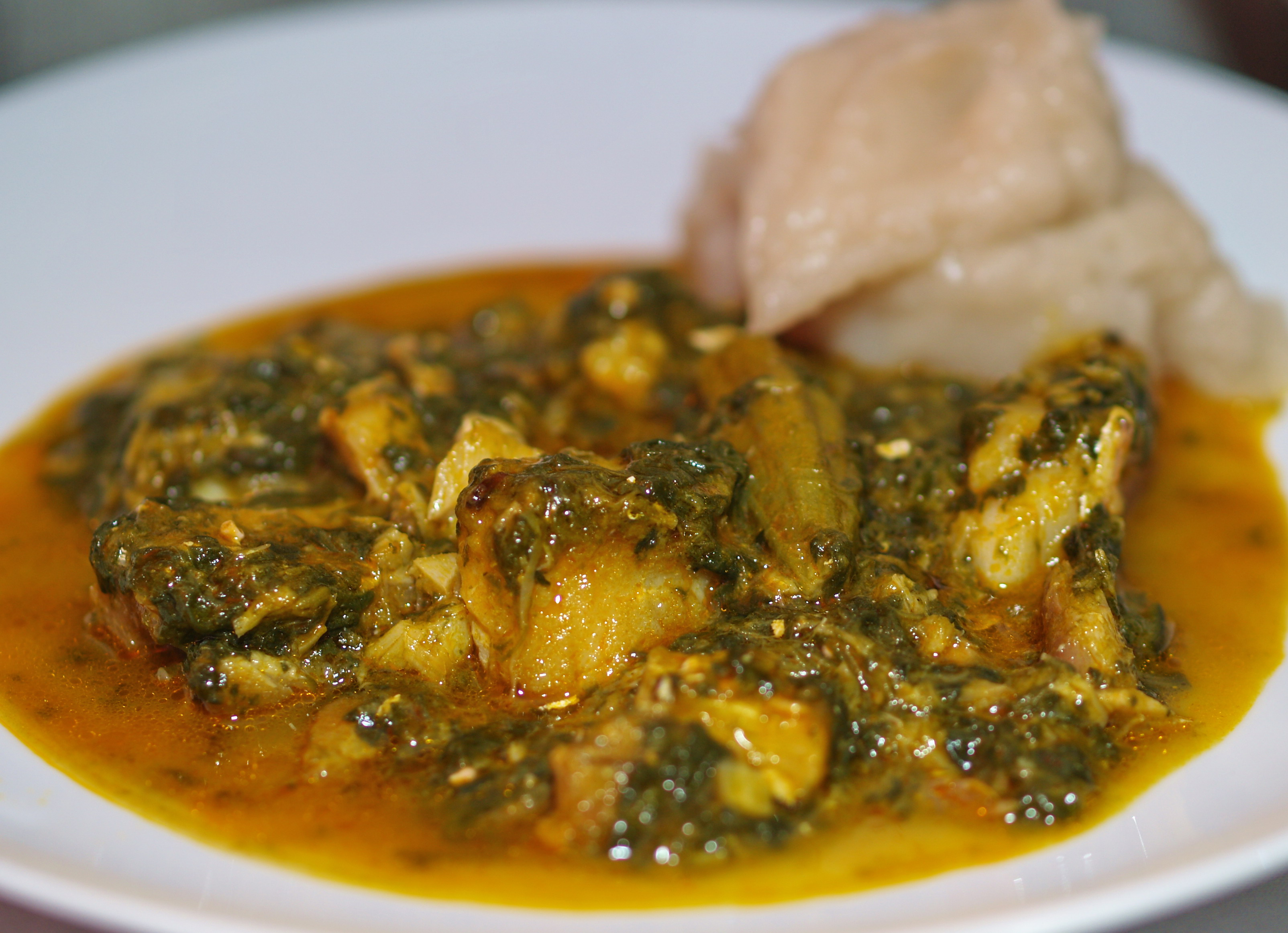
Calulu de peixe.

Calulu é um prato típico de Angola e de São Tomé e Príncipe.
Pode ser confeccionado com peixe seco e fresco ou com carne seca. Entre os restantes ingredientes contam-se o tomate, o alho, os quiabos, a batata doce, o espinafre, a abobrinha e o óleo de palma.
Em Angola, o calulu de peixe é preparado numa panela, na qual se intercalam camadas de peixe seco e de peixe fresco, com os demais ingredientes. É cozido em lume médio e servido com funge e feijão com óleo de palma. Em São Tomé e Príncipe, o calulu de peixe pode ser preparado também com camarão.
O calulu de carne é preparado com carne seca previamente demolhada. É também cozido em lume médio e servido com funge e feijão com óleo de palma.

## Tradição em São Tomé e Príncipe
Em São Tomé e Príncipe, o calulu constitui uma refeição familiar habitual, sendo também usado em festas religiosas, nas quais é frequentemente distribuído junto às igrejas. É também servido em casamentos e em cerimónias fúnebres. É localmente considerado uma iguaria rica, adequada para ser oferecida a um forasteiro. As carnes podem ser de galinha, de suíno, incluindo chispe e cabeça, ou de bovino, incluindo mocotó. É consumido em todo o país.

## Origem
Em Angola kulúlu é o nome dado pelos Bacongo, à porção de comida separada no final da refeição, pelas mulheres, para deixar para os maridos e é considerada por muitos linguistas a verdadeira origem da palavra. No entanto, certas referências apontam para uma origem não africana do nome do prato.
Há dicionários que registam a palavra “calalu” para referir várias verduras, como as folhas de inhame. Este alimento também é encontrado na Jamaica onde recebe o nome de callaloo, No Brasil, o “caruru”, palavra derivada do tupi-guarani "caaruru", refere-se a um tipo de amaranto endémico ou originário da América do Sul, mas também muito popular em África. Neste país, o prato designado caruru é semelhante ao calulu de Angola.
Por outro lado, este termo parece ter origem aruaque e terá entrado na linguagem europeia por meio do espanhol sul-americano, sendo que aparentemente, a planta (o inhame, assim como o quiabo) teria sido levada para as Américas pelos escravos africanos, mas o nome, tanto da planta como do alimento, teria sido importada daquela região para a África Ocidental. É no entanto de referir, que vários linguistas referem que a palavra aparece nessa região, vinda originariamente do tupi-guarani.